# Войпель
Во́йпель (др.-перм. Войпель) — божество в мифологии коми. Упоминается в Послании Митрополита Симона на Пермь Великую в 1501 году, который призывает паству «Войпелю-болвану не молиться и тризн ему не творить». Имя переводится, скорее всего, как «северный ветер» или «Владыка Севера».

## Описание

### Половой диморфизм
Идол Войпеля описывается[кем?] как изображение четырёхликой женщины. Его половая принадлежность вызывает у исследователей вопросы: 
с одной стороны, из фольклора народов коми следует, что Войпель — божество женского рода, однако его имя происходит от словосочетания «лесной дед, дедушка» — «вöр пöльö». Кроме того, ещё в начале XIX века у коми-пермяков существовало утраченное ныне слово «айпэл» в значении «мужчина».
Вероятнее всего, именно Войпеля изображают многочисленные литые предметы пермского звериного стиля со множеством женских лиц.

### Характер божества
Сын верховного божества коми Ена. Войпель был могущественным божеством, который благосклонно относился к людям. К нему обращались с просьбой, чтобы он оберег от болезней и порчи, а также отвел оружие врагов от народа коми или конкретного человека. Этим он сильно отличался от сестры Йомы, богини Подземного мира, в русских сказках соответствующей Бабе-Яге.
Считалось, что Войпель не любит шума, поэтому охотникам стоило не шуметь на охоте, иначе их мог замести снежный вихрь. Согласно этому поверью во время колошения хлебов нельзя было громко полоскать бельё, детям — свистеть в свистульки, иначе северный ветер мог заморозить посевы.
В горах горный дух Шуа — ипостась Войпеля — мог превратить шумного путника в камень или замести его снежным вихрем.

### Место жительства
Жилище Войпеля расположено в Уральских горах, на второй по величине вершине Урала, именуемой «Гнездо ветров» или Тельпос-из (1 694 м).

## Поклонение
Ритуальные капища находились на вершинах холмов. Идол Войпеля стоял около священной берёзы в окружении изображений других богов, среди которых образ Войпеля был самым высоким. Около идола стоял котёл для жертвоприношений, в который складывали принесённые в жертву меха и выменянное у соседей серебро. Среди приношений Войпелю были камушки и речные раковины, которые также можно рассматривать как символ уха. В праздники ему жертвовали скот.
Охотники стреляли в священное дерево или столб, находившийся рядом с идолом, для обеспечения хорошего промысла.

## Отражение в искусстве
- Автор эпической поэмы на языке коми «Биармия» Каллистрат Жаков в 1901 году написал статью «Языческое миросозерцание зырян».

В житии св. Стефана, епископа Пермского, (написанном Епифанием, который лично знал проповедника) говорится, что в селе Гам была кумирница и там были идолы языческих богов, между прочим Войпеля и Йомалы. Народная легенда о св. Стефане и волхве Паме утверждает, что возле кумирницы в Гаме был золотой кумир, внутри кумирницы серебряный и золотая старуха с ребенком на коленях.

Слово Войпель значит ночь-ухо, ночное ухо, сторож ночи. Вой означает также север. Так как ветры в этом крае чаще дуют с севера, то Войпель — сторож севера и ветров и также ночной сторож — мог быть богом ветров и домашнего скота. Теперь покровителями скота являются св. Власий и св. Георгий.
- В 1996 году М. Л. Герцманом был поставлен балет «Войпель» на сцене республиканского музыкального театра[7]. По мнению Уляшева О. И., образ Войпеля в балете трактуется «достаточно вольно и неполно»[8][9].
- Появляется в игре «Человеколось» (2017).
- Войпель как персонаж, сопровождающий главного героя, появляется в RPG-игре «Чёрная книга» (2021).